# Az Amerikai Egyesült Államok Capitoliumának ostroma
Az Amerikai Egyesült Államok Capitoliumának ostroma 2021. január 6-án történt, amikor Donald Trump amerikai elnök támogatói Washingtonban gyűltek össze, hogy tiltakozzanak a 2020-as elnökválasztás eredményei ellen és támogassák Trump követelését Mike Pence alelnök és a Kongresszussal szemben, hogy utasítsák el a megválasztott elnök, Joe Biden győzelmét. A Képviselőház által összeállított bizottság meghallgatásai alapján a támadás a csúcspontja volt a Trump által összeállított hét részes tervnek, hogy hatalomban maradjon.
Eleinte a tüntetők a Save America tüntetésre gyűltek össze, ahol a résztvevők Donald Trump és Rudy Giuliani beszédeit hallgatták meg. Mielőtt a beszédeknek vége lett volna, a tüntetők tömege a Kongresszus épületéhez (Capitolium) vonult és megrohamozta azt. Megtámadtak rendőröket, az épület dolgozóit és az éppen folyamatban lévő közös gyűlés tagjait az épület biztonságos pontjaira menekítették vagy evakuálták. Az egész Capitolium lezárásra került. Betört ablakokon keresztül érkeztek a tüntetők az épületbe, miközben Mike Pence alelnököt és többek között Nancy Pelosit fenyegették. Az események során összesen öten vesztették életüket. Egy személyt, a fegyvertelen, de az épületbe a rendőri felszólítások ellenére, a tömeggel együtt, erőszakosan betörő, 35 éves veterán Ashli Babbitet a Capitoliumot védő rendőrök egyike meglőtte, miközben Babbit egy bútorokból épített barikádon mászott át, hogy egy betört ablakon keresztül, társaival még beljebb hatoljon a Képviselőházba, ahol több politikus is még jelen volt. Babbit nem sokkal ezután életét vesztette. Sokáig azt hitték, hogy egy rendőr azt követően halt meg, hogy fejbe verték egy poroltóval, de később kiderült, hogy ettől független, de az ostromhoz köthető okokból halt meg Brian Sicknick rendőrtiszt. A hatóságok később több robbanóeszközt is találtak a területen. Négy rendőr, aki aznap a helyszínen volt, a következő hét hónapon belül öngyilkos lett.
A Trump által összehívott tömeg január 5-én és 6-án gyűltek össze Washingtonban, hogy támogassák hamis kijelentéseit, hogy a 2020-as elnökválasztást „ellopták” a Demokraták és felszólítsák Pence-t és a Kongresszust, hogy tagadják meg Biden győzelmét. Január 6-án délben kezdődött meg a Save America tüntetés a Fehér Ház előtti parkban (The Ellipse), Trump megismételte kijelentéseit és azt mondta, hogy „ha nem küzdötök, mint a pokol, már nem lesz országotok.” Beszéde közben és után több ezer résztvevő a Capitolium épületéhez vonult és több százan áttörték a rendőrség által felállított barikádokat. Több, mint kétezer ember jutott be az épületbe, akik közül sokan kárt tettek az épületben vagy el is loptak tárgyakat. A Capitolium előtt felállítottak egy akasztófát és azt kiabálták, hogy „Akasszuk fel Mike Pence-t,” miután az alelnök nem volt hajlandó elutasítani a szavazatok hitelesítését, annak ellenére, hogy Trump és szövetségesei hamisan azt állították, hogy erre van hatalma. Megrongálták és kirabolták Nancy Pelosi házelnök és más képviselők irodáit. A tüntetők elfoglalták a Szenátus üres üléstermét, miközben a rendőrség kiürítette a Képviselőházat.
Trump nem volt hajlandó a helyszínre küldeni a Nemzeti Gárdát, hogy megfékezzék a zavargásokat. Később egy Twitteren megjelentetett videóban megismételte, hogy a választást elcsalták, de felszólította követőit, hogy „menjenek haza békében”. A Capitolium épületét a délután közepére kiürítették és az elektori szavazatok számlálását újraindították, majd január 7. hajnalára befejezték. Pence kikiáltotta Bident és Kamala Harris-t, mint a választás győztesét. Trump egy országszerte közvetített bejelentésében elfogadta a hatalomátadás folyamatát, miután saját kormánya nyomás alá helyezte, hogy lemondanak, illetve megindítják eltávolítását a pozíciójából.
Egy héttel az ostromot követően a Képviselőház felelősségre vonta Trumpot, így ő lett az első elnök, aki ellen kétszer is megindult az eljárás. Februárban, miután Trump elnöksége már lejárt, a Szenátus 57–43 arányban szavazott elítélése mellett, amely 10 szavazattal elmaradt a szükséges minimumtól, így másodjára is felmentették. A Képviselőház létrehozott egy bizottságot az esemény kinyomozására, a 9/11 Bizottsághoz hasonlóan, de a republikánusok a Szenátusban leszavazták. Így a Képviselőház a saját különbizottságát hozta létre, amelyben hét demokrata és két republikánus politikus van. 2022 márciusára az Igazságügyi Minisztérium már nem csak az eseményt, hanem az az előtti időszakot is nyomozza.
Kormányellenes csoportok, mint az Oath Keepers, a Proud Boys és a Three Percenters legalább 30 tagját vád alá helyezték összeesküvésért, amiért megtervezték a támadást a Capitolium ellen. Az Oath Keepers tagjai közül tízet, míg a Proud Boys tagjai közül ötöt is lázító összeesküvéssel vádoltak meg, az egyikük el is elismerte bűnösségét. 2022 januárjáig az eseményen résztvevők közül legalább 57-en indultak közhivatalokért. Ugyan a legtöbb vád alá helyezett személynek nem volt kapcsolata szélsőjobboldali csoportokkal, egy nagy részüknek közvetlen kötődései vannak.
Az eseményt az azt értékelők terrorizmusnak, lázadásnak, puccsnak is nevezték. A Capitoliumot utoljára 209 évvel korábban, az 1812-es Brit-amerikai háborúban támadták meg, amikor a visszavonuló brit csapatok egész Washingtont felgyújtották.

## Előzmények

### A választás eredményének megváltoztatása

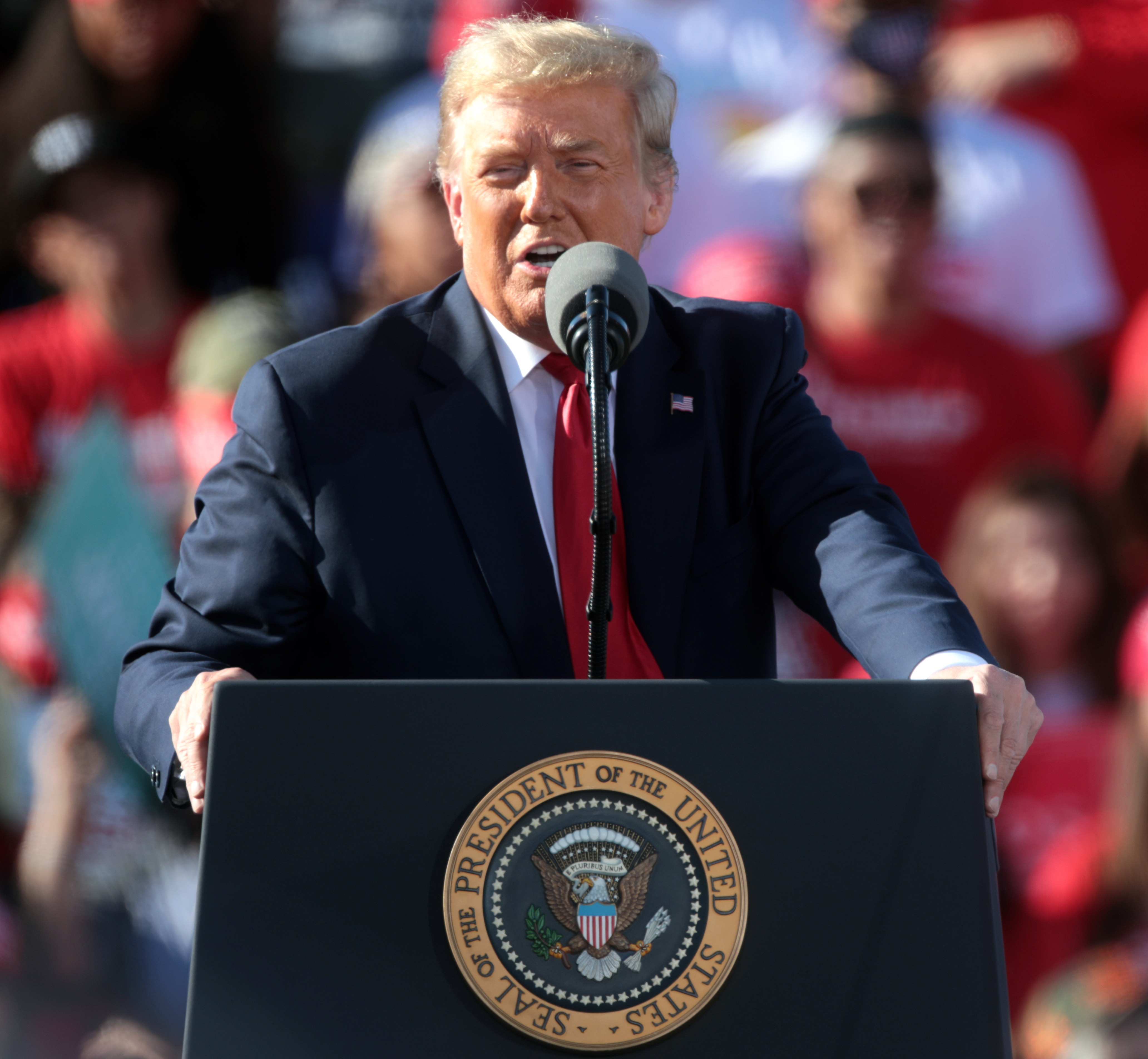
Trump egy arizonai kampányeseményen, 2020 októberében

A 2020. november 3-án tartott választások után Trump nem volt hajlandó elismerni vereségét: előbb önhatalmúlag győztesnek nevezte magát, miközben a szavazatokat még össze sem számolták, majd azzal vádolta a demokratákat, hogy választási csalást követtek el, noha erre sem akkor, sem később nem tudott bizonyítékokat felmutatni. Ezt a narratívát követte az elkövetkező hónapokban is, hol a közösségi médiában – főleg a Twitteren, hol kampányrendezvényeken ismételgette az állítólagos csalás vádjait. Pereket is indított az ügyben ügyvédein és szövetségesein keresztül, de a bíróságok sorra utasították el a kereseteit bizonyítékok hiányára hivatkozva. Trump saját jogászai is arra jutottak, hogy semmilyen jogi alapja nincsen a pereknek. Ennek ellenére legalább 60 pert indított az amerikai elnök, kettő a Legfelsőbb Bíróságig is eljutott. Ezeknek az volt a célja, hogy semmissé tegyék a Bidenre leadott szavazatokat.

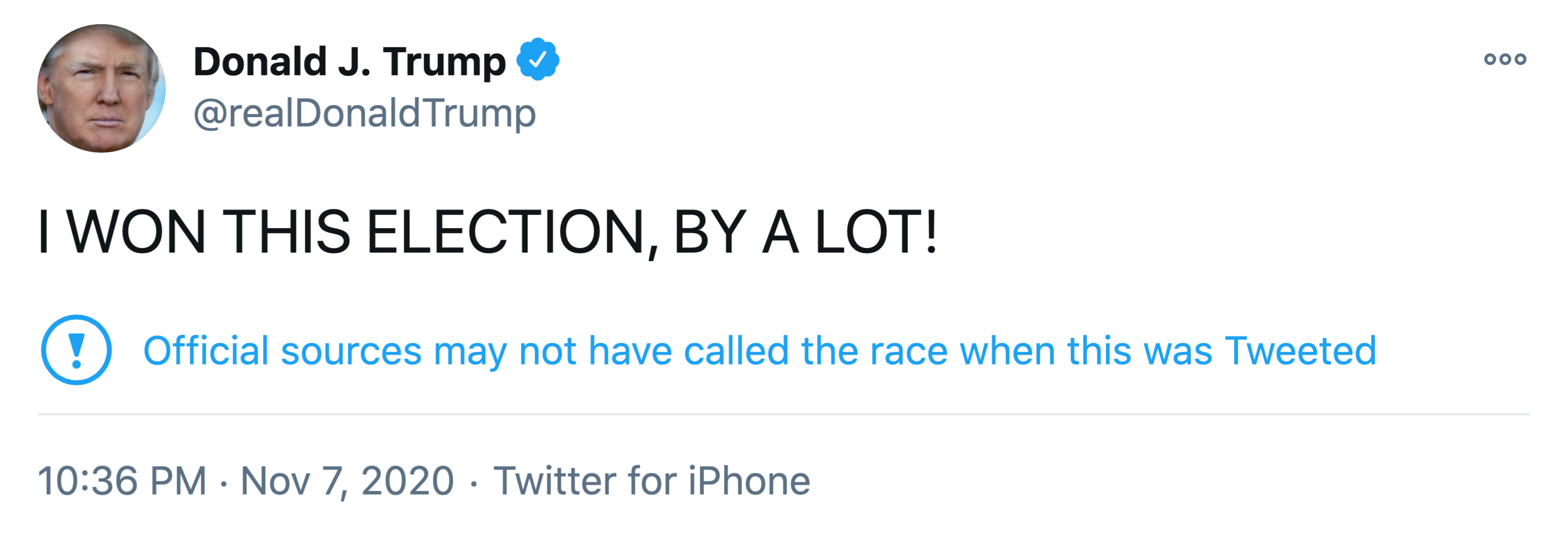
Trump Twitteren hirdette ki magát győztesként. A tweeten szerepel egy figyelmeztetés, amely felhívja az olvasók figyelmét, hogy a kijelentést még nem erősítették meg hivatalos források

Trump a perek sikertelenségét követően nyomást próbált helyezni a republikánus kormányzókra, magas rangú kormánytisztviselőkre és az állami törvényhozásokra, hogy tagadják meg Biden győzelmét és változtassák meg a jóváhagyott elektori szavazatokat és cseréljék őket a Trump által kinevezett elektorokra. Ezek mellett arra kényszerítette őket, hogy indítsanak nyomozásokat a hamis kijelentései alapján. Trump ezek mellett azt a lehetőséget is figyelembe vette, hogy statáriumot vezet be, a választás megismétlésére. Az elnök ezek mellett megpróbálta rávenni Mike Pence alelnököt, hogy változtassa meg az eredményeket és akadályozza meg, hogy Biden hivatalba lépjen. Pence-nek erre nem lett volna alkotmányos joga, annak ellenére, hogy Trump és John Eastman is megpróbálták meggyőzni, hogy volt. Trump ezt a kérését január 6. reggelén is megismételte beszédjében.
Ezeket a próbálkozásokat többen is puccsnak nevezték. 2021. október 31-én a The Washington Post kiadott egy részletes beszámolót a nap és az azt megelőző időszak történéseiről.

## Események

### Trump követői összegyűlnek a fővárosban
Január 5-én, kedden kezdtek el gyülekezni Washingtonban tüntetők a másnapi gyűlésre. Ezen időpont és szerda reggele között legalább 10 embert letartóztattak, többnyire azért, mert a letartóztatottaknál illegálisan lőfegyver volt.

#### Tüntetések a Freedom Plazán
Ezeket a tüntetéseket a 14th Street és a Pennsylvania Avenue kereszteződésénél tartották, a Fehér Ház nyugati oldalán. Három eseményt rendeztek a napra, első a March to Save America (13:00–14:00), a második a Stop the Steal (15:30–17:00), a harmadik pedig a Eighty Percent Coalition (17:00–20:30) volt. A fontosabb beszédet adók között volt:
1. Matt Maddock (MI-R), állami képviselője[87]
2. Vernon Jones (GA-D/R), korábbi állami képviselő[88]
3. Alex Jones, összeesküvés-elmélet-hívő, konzervatív rádiószemélyiség[89][90]
4. Michael Flynn, Donald Trump korábbi nemzetbiztonsági tanácsadója[64][91]
5. George Papadopoulos (R), Trump-kampánytanácsadó[91][92]
6. Roger Stone, Trump tanácsadója[64][93]

#### Csőbombák elhelyezése
19:40-kor, január 5-én egy ismeretlen elkövető, aki maszkot, egy pulóvert és Nike Air Max Speed Turf cipőt viselt, egy zsákkal sétált a South Capitol Street utcán. 12 perccel később egy padon ülve lehetett látni a Demokrata Nemzeti Gyűlés épülete mellett, ahol másnap felfedeztek egy csőbombát egy bokor alatt. A valószínűsített elkövető kinyitja, majd bezárja a táskáját, amelyet követően elsétál. 20:14-kor ismét megjelent az elkövető, ekkor a Republikánus Nemzeti Gyűlés közelében található sikátorban, ahol január 6-án megtalálták a második bombát. Mindkét robbanófegyvert mindössze pár utcára helyezték el a Capitoliumtól. Az FBI kiadott képeket és felvételeket a valószínűsített tettesről és 50 ezer dollárt ajánlottak a megtalálójának, amelyet a hónap végére 75 ezerre emeltek, majd 100 ezerre. Kamala Harris a Demokrata Nemzeti Gyűlés épületében tartózkodott a bomba megtalálásának időpontjában. Mindkét bombát sikeresen eltávolították a helyszínekről. Ez az esemény elvonta a rendőrség erőforrásait a Capitoliumtól az ostrom napján.
2022 júliusáig még senkit nem tartóztattak le az ügyben.

#### ASave Americatüntetés

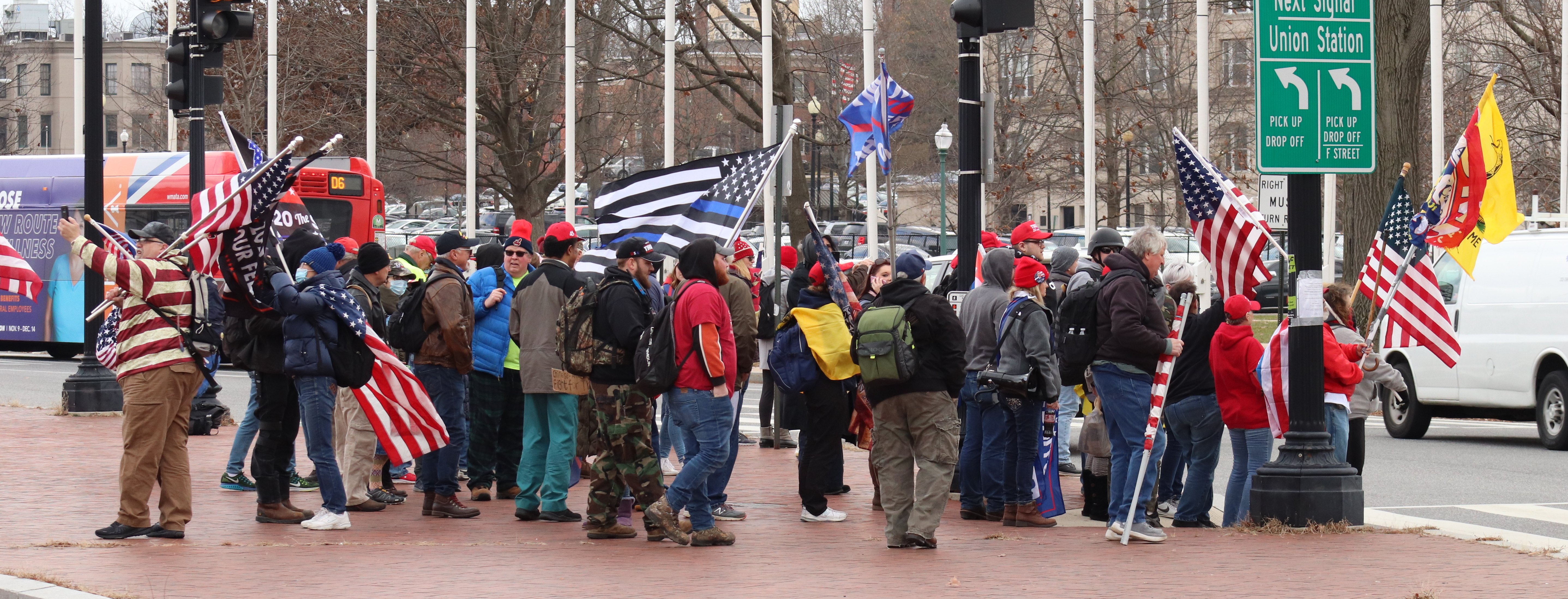
Trump követői 2021. január 6. reggelén

Január 6-án, szerdán a Washington-emlékműnél gyülekeztek a tüntetők. A tüntetésen több beszéd is elhangzott, reggel 9 és délután 15:30 között, amit követően egy órát szántak a tüntetés feloszlatására.
Trump követői az Ellipse-en gyűltek össze, hogy meghallgassák többek között az elnököt, Rudy Giulianit, és a Chapman Egyetem professzorát, John Eastmant, aki az általa létrehozott hamis tényeket állító dokumentumok alapján beszélt, amiket egy puccs kézikönyveként írtak le. Februárban az Oath Keepers csoport egyik tagja azt mondta, hogy kapott egy VIP belépőt és a titkosszolgálat ügynökeivel találkozott a helyszínen, illetve biztonsági emberként dolgozott a tüntetésen. A titkosszolgálat ezt tagadta. Február 22-én megváltoztatta történetét, majd bevallotta, hogy csak akkor érintkezett az ügynökökkel, mikor áthaladt a biztonsági kapun.
Mo Brooks (R-AL) reggel 9 óra körül mondott beszédet, ahol elmondta, hogy „A mai az a nap, amikor az amerikai hazafik elkezdik szétrúgni a seggeket. [...] Meg tudjátok tenni azt, amit kell Amerikáért? Hangosabban! Fogtok küzdeni Amerikáért?”
Madison Cawthorn (R–NC) képviselő beszédében kijelentette, hogy „Ez a tömeg tud küzdeni.” Amy Kremer azt mondta a helyszínen lévőknek, hogy „A te és az én dolgom, hogy megmentsük a Köztársaságot” és felszólította őket, hogy folytassák a harcot. Trump fiai, Donald Jr. és Eric, illetve az utóbbi felesége Lara Trump, szintén beszéltek, név szerint megtámadva republikánus képviselőket és szenátorokat, akik nem támogatták az elektori szavazatok elfogadásának ellenzését.
Giuliani többször is megismételte a hamis kijelentéseket, hogy a választások alatt csalások történtek, beleértve a szavazógépek hibáit és szándékos manipulációkat is. Bajvívásra szólította a tömeget. Eastman kijelentette, hogy a szavazógépek megváltoztatták a valós eredményeket. 10:58-kor a Proud Boys néhány tagja elhagyta a helyszínt és a Capitolium felé vonult.

#### Trump beszéde

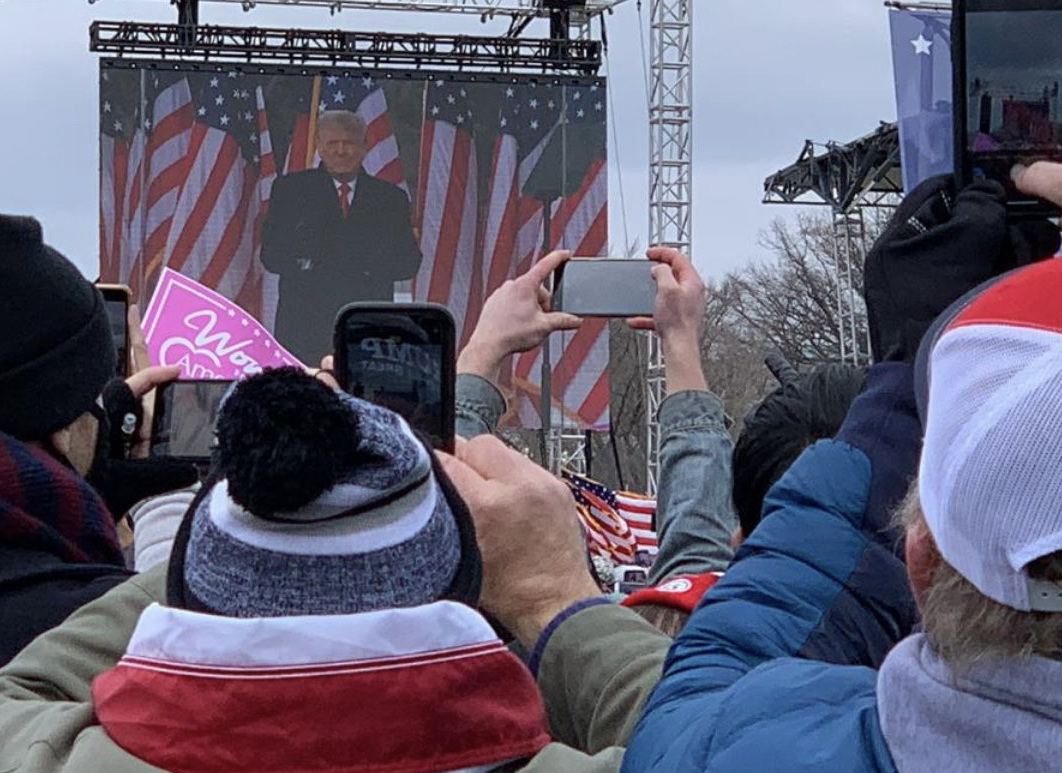
Trump követői az akkori elnök beszéde közben

Trump 11:58-tól, egy golyóálló üveg mögül adott beszédet, amelyben kijelentette, hogy „soha nem fogja feladni” a választást, kritizálta a médiát és felszólította Pence alelnököt, hogy változtassa meg a választás eredményeit, amelyet Pence alkotmányosan nem tehetett meg. Beszédében több hamis állítást is tett, amelynek célja a tömeg felbuzdítása volt. Trump nem mondta ki közvetlenül, hogy használjanak erőszakot a Capitoliumnál, de többször is utalt erőszakra a több, mint egy órás beszédjében. Nem sokkal ezt követően Pence kiadott egy levelet, amiben kijelentette, hogy törvényesen nincs joga megváltoztatni Biden győzelmét.
Trump felszólította követőit, hogy „sétáljanak a Capitoliumhoz,” hogy „bíztassuk bátor szenátorainkat és képviselőinket és képviselőnőinket és valószínűleg nem fogjuk megtapsolni néhányukat.” Megígérte a tömegnek, hogy velük fog vonulni, de végül nem ment az épülethez. Biden elektori szavazatainak számlálásáról pedig azt mondta, hogy „Nem engedhetjük, hogy megtörténjen” és arra utalt, hogy Biden egy „illegitim elnök” lenne. A választás napjára utalva Trump azt mondta, hogy „legtöbben ott állnának este 9 órakor és azt mondanák ’Nagyon köszönök mindent’ és tovább folytatnának egy másik életet, de én azt mondtam ’Valami itt nem stimmel. Valami nagyon nem stimmel. [Ez] nem történhetett meg.’ És harcolunk. Harcolunk, mint a pokol és, ha ti nem harcoltok, mint a pokol, nem lesz többé országotok.” Ezt azzal folytatta, hogy a tüntetők „a Capitoliumhoz mennek és megpróbáljuk megadni [a republikánusoknak] azt a büszkeséget és bátorságot, amire szükségük van, hogy visszavegyük az országot.” „Soha nem fogjuk gyengeséggel visszavenni az országot. Erőt kell mutatnunk és erősnek kell lennetek. Fel kell szólítanunk a Kongresszust, hogy tegyék a helyes dolgot és csak azokat az elektori szavazatokat számlálják, amelyeket törvényesen hitelesítettek.”

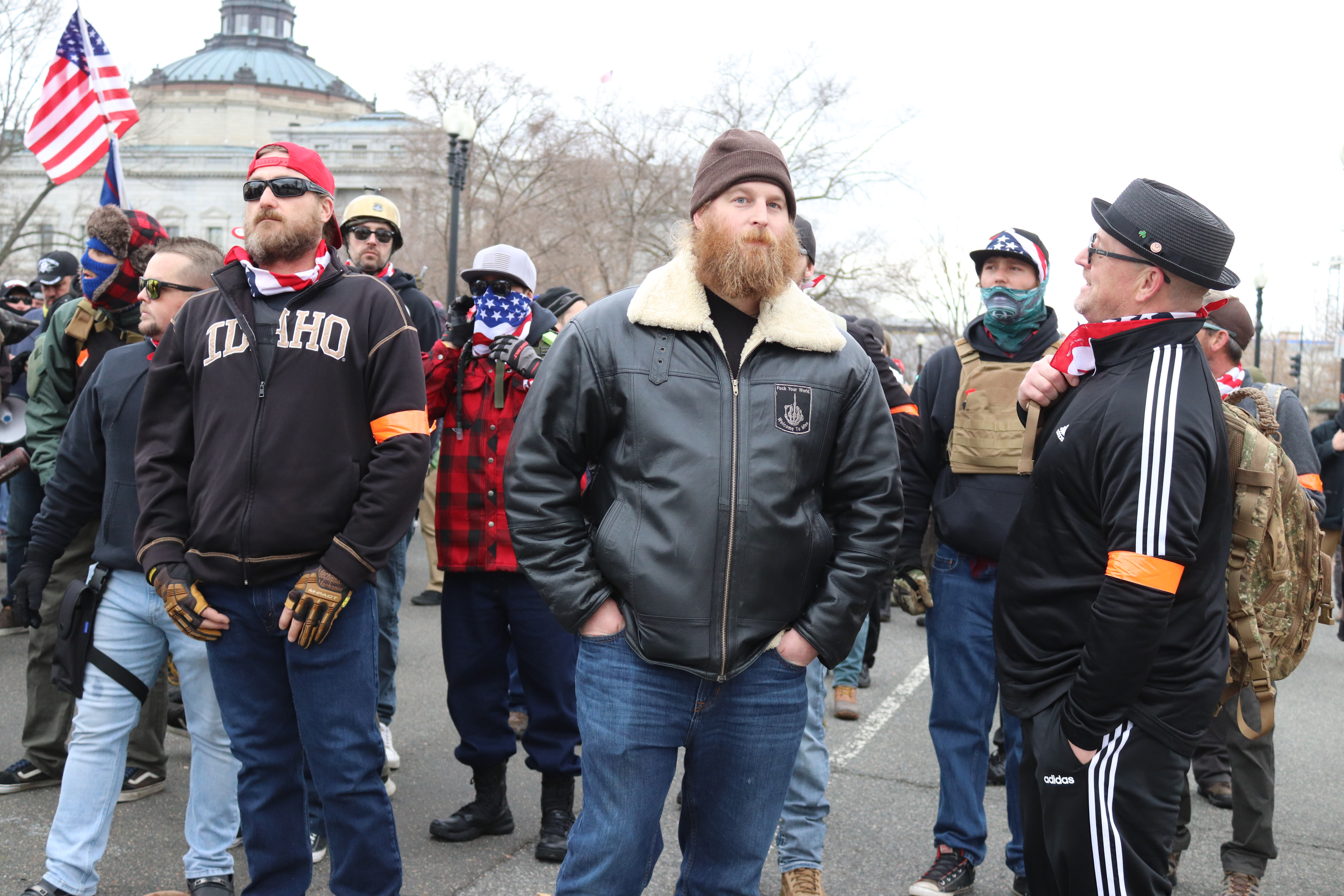
A Proud Boys tagjai az ostrom napján

Trump elítélte Liz Cheney (R-WY) képviselőt és azt mondta, hogy „Meg kell szabadulnunk a gyenge kongresszusi képviselőktől, azoktól, akik nem jók, a világ Liz Cheney-eitől.” Felszólította követőit, hogy „küzdjenek sokkal nagyobb erővel” a „rossz emberek” ellen, azt mondta nekik, hogy „nektek szabad más szabályok szerint játszani” és, hogy követői „nem fogják sokáig bírni.” A pillanatot az utolsó lehetőségként próbálta meg felállítani, arra utalt, hogy Pence és más republikánusok veszélybe helyezték magukat azzal, hogy elfogadták Biden győzelmét. Ismét megígérte a tömegnek, hogy velük fog menni a Capitoliumhoz. Húszszor használta a „harc” szót a beszédében és egyszer azt, hogy „békésen.”
Beszéde közben követői azt kiabálták, hogy „Bevesszük a Capitoliumot,” „Most bevesszük a Capitoliumot,” „Támadjuk meg a Capitoliumot,” „Ostromoljuk a Capitoliumot” és, hogy „Harcoljunk Trumpért.” A The New York Times adatai szerint az első barikádokat 13:03-kor törték át, Trump beszédének kilenc perccel később lett vége. Már ez előtt közel nyolc ezer követője a Capitoliumhoz vonult. Trump a beszéd vége után a Fehér Házba ment, ahova 13:19-kor érkezett meg. Nem sokkal ezt követően televízión kezdte el követni az ostromot.

### Az épület megrohamozása

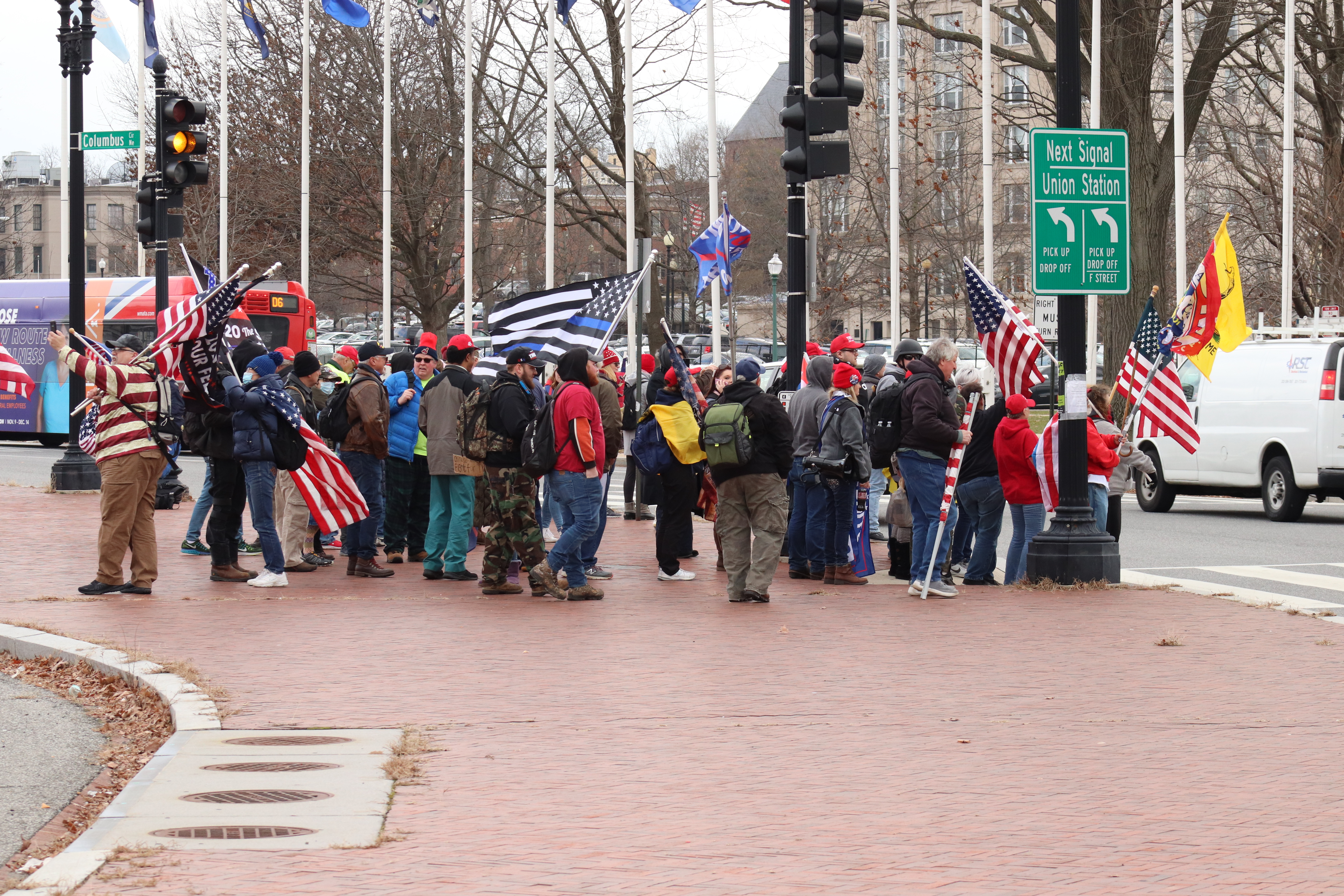
Tüntetők január 6. reggelén

#### Vonulás a Capitoliumhoz
Január 6-án Trump követői összegyűltek az Ellipse-en 2,6 kilométerre a Capitoliumtól, a Fehér Háztól délre. A beszédek 9:00 körül kezdődtek meg, a Proud Boys első csoportja 10:58-kor hagyta el az Ellipse-et, hogy a Capitolium felé haladjon. Ethan Nordean egy megafonon keresztül arra szólított mindenkit, hogy „ha nem vagy Proud Boy, állj el az utunkból.” A csoport egyik másik vezetője, Joe Biggs egy walkie-talkie segítségével kommunikált.

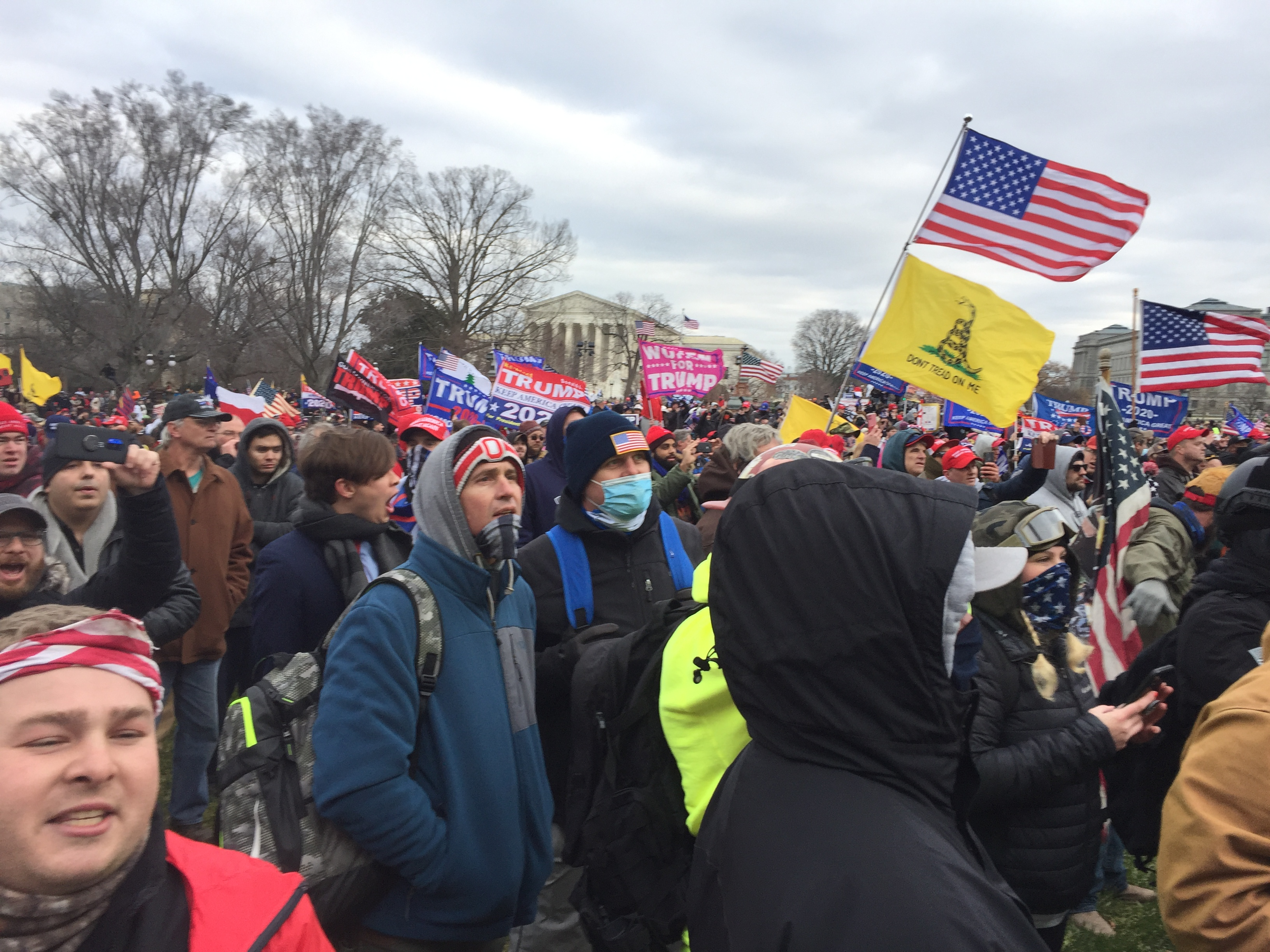
Tüntetők a capitoliumi komplexum közelében

Trump dél körül kezdte meg beszédét. A beszédben többször is felszólította a tömeget, hogy vonuljanak a Capitoliumhoz a Pennsylvania Avenue-n. Mielőtt vége lett volna a beszédnek, a tömeg tagjai elkezdtek a Capitolium irányába sétálni. 12:30-ra egy nagyrészt békés csoport gyűlt össze az épület keleti oldalán. Josh Hawley (R-MO) szenátor, aki a vezetője volt az elektori szavazatok hitelesítése ellen kiálló republikánusoknak, üdvözölte őket a Capitoliumnál, miközben úton volt a kongresszusi gyűlésre.

#### A bombák megtalálása a pártok központjainál
12:45 körül egy nő felfedezett egy bombát a Republikánus Nemzeti Gyűlés (RNC) épületének közelében, mikor egy sikátoron keresztül hagyta el lakását. Ezt azonnal jelezte az RNC biztonsági őreinek, akik a helyszínre hívták a Capitoliumi Rendőrséget, az FBI-t és az ATF-et.

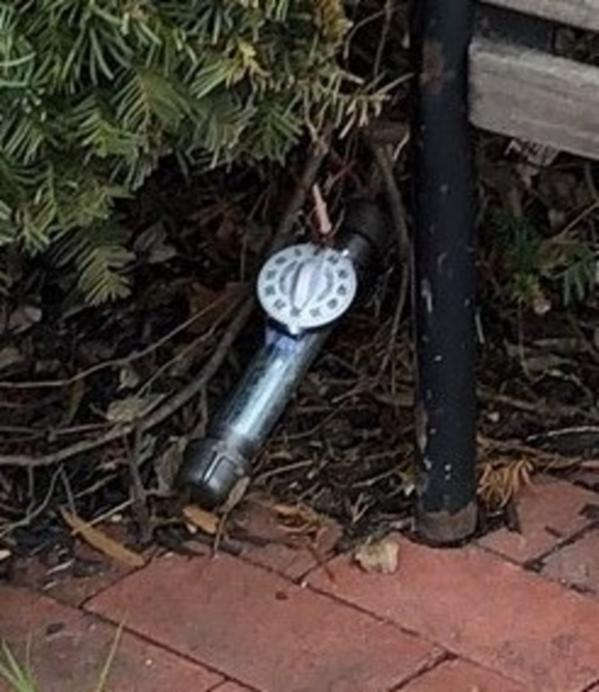
A csőbomba a Demokrata Nemzeti Gyűlés épülete mellett

Nagyjából 30 perccel később, miközben a rendőrök még mindig az RNC épületénél voltak, a második bombát felfedezték a Demokrata Nemzeti Gyűlés (DNC) központja mellett, egy bokor tövében. Kamala Harris megválasztott alelnök a DNC épületében volt, mikor a bombát megtalálták. A Capitoliumi Rendőrség 13:07 körül érkezett meg a helyszínre, Harris hét perccel később volt evakuálva. Mindkét bomba hasonlóan volt elkészítve, ugyanolyan méretekkel. Biztonságos helyen felrobbantották mindkettőt, az RNC-bombát 15:33-kor, a DNC-bombát pedig 16:36-kor. A fegyvereket a gyanúsított otthonában gyártotta le, konyhai eszközöket is felhasználva. Az FBI elmondása szerint a bombák „életképesek voltak és fel lehetett volna őket robbantani, ami akár sérüléssel vagy halállal is végződhetett volna.”
Steven Sund rendőrfőkapitány elmondta a The Washington Postnak, hogy szerinte a csőbombákat tudatosan helyezték el az épületeknél, hogy eltereljék a rendőrség figyelmét a Capitoliumtól. Tim Ryan (D–OH) képviselő megismételte ezeket a kijelentéseket január 11-én: „Igen, úgy érezzük, hogy volt valamiféle koordináció... a csőbombák miatt... az azonnal elvonta a figyelmet a betörésről, ami történt.” A rendőrség nyomozása végén is kiemelték, hogy „ha a csőbombát elterelésnek szánták, akkor működött.” Miközben a tömeg megtámadta a Capitoliumot, a bombák felfedezése a már akkor is létszámhátrányban lévő rendőröket nagy számban elvonta a helyszínről. Michael Bolton a Szenátusnak azt mondta tanúvallomásában, hogy három teljes csapatot vontak ki a Capitolium védelméért felelős négyből, hogy semlegesítsék a bombák veszélyét.
Az FBI több videót is kiadott a gyanúsítottról, a valószínűnek tartott útvonala mellett. Megerősítették, hogy a csőbombák 19:30 és 20:30 között voltak elhelyezve, január 5-én. A gyanúsított szürke pulóvert, egy maszkot, kesztyűket és egy Nike Air Max Speed Turf cipőt viselt. Volt nála egy hátizsák, amit a felvételeken többször is kinyitott. Az FBI 100 ezer dollárt ajánlott információért az elkövetőről.

#### Az ostrom
Az első Proud Boys-csoport elérte a Capitolium nyugati oldalát, amelyet csak néhány rendőr védett, egy gyenge barikád előtt. Más Trump-követők is megérkeztek, egyre nagyobb tömeggé válva. A tömeg, amelyet Joe Biggs vezetett, megrohamozta a kerítést és összeütközött a rendőrökkel. Ugyan a rendőrség megpróbálta visszatartani őket, 12:53-kor a tömeg megrohamozta a barikádot és a nap folyamán először a Capitolium területére léptek. Ezzel egyidőben 12:52-kor az Ellipse-en az Oath Keepers tagjai fekete pulóverekben elhagyták a tüntetést és átöltöztek a hadsereg harci egyenruhájába, majd megindultak a Capitolium felé.

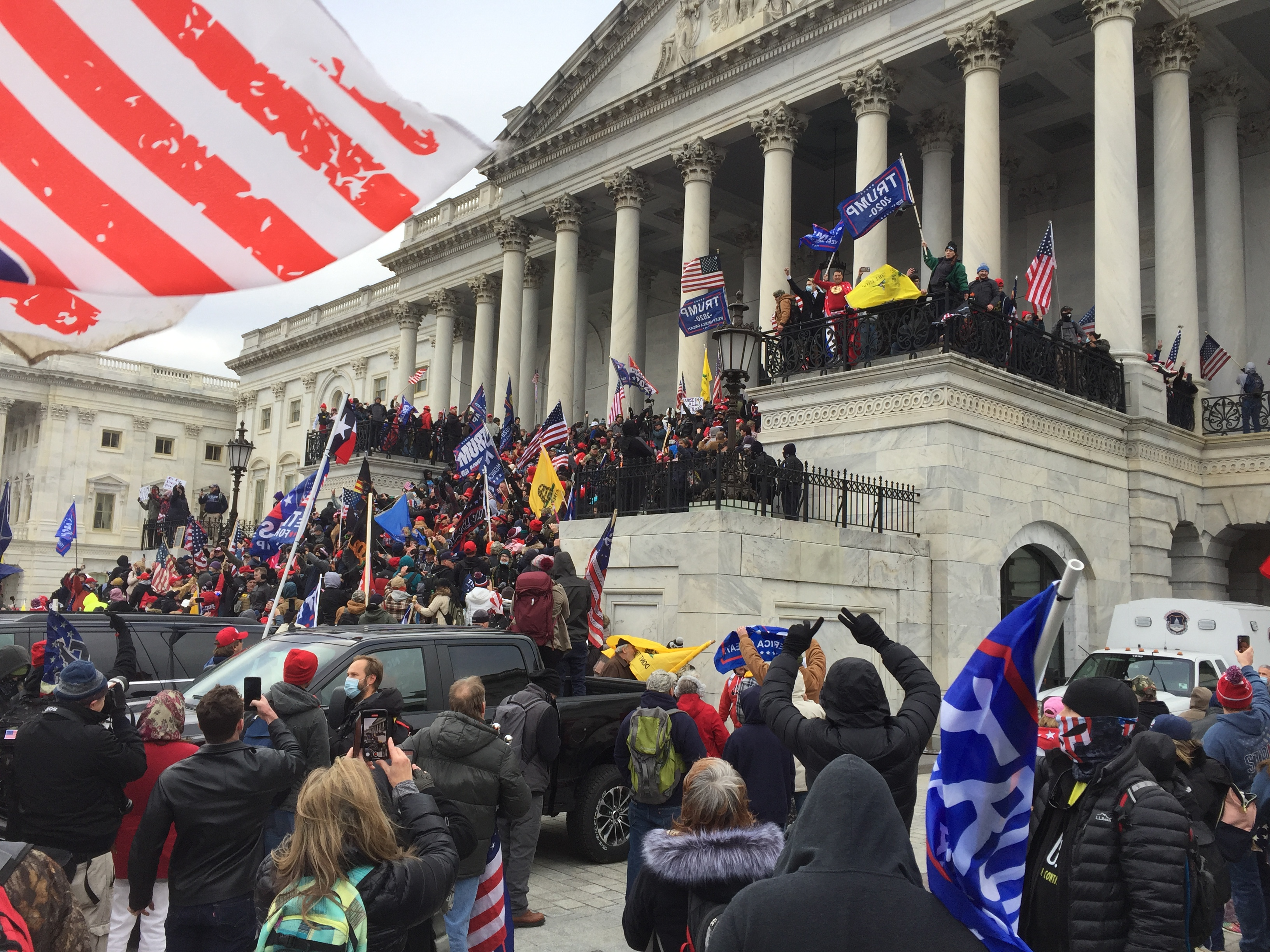
Trump támogatói a Capitolium lépcsőjén

13:00 körül több száz Trump-támogató megütközött a rendőrség második vonalával és áttörték a barikádvonalat a Capitolium körül. A tömeg áthaladt a rendőrök és a fennmaradó barikádok között, a tüntetők közül néhányan kémiai anyagokat fújtak a rendőrökre, vagy megverték őket csövekkel. Többen is külső lépcsőkön jutottak fel a Capitolium kapujaihoz, létrákat és esetekben köteleket is használva. A rendőrség lezárt egy bejáratot a nyugati terasz alatt, ami egy alagúthoz vezetett. Itt három óráig ütközött meg a rendőrség és a tömeg. Többen is megmászták a nyugati falat, hogy bejussanak az épületbe. Zoe Lofgren (D–CA) képviselő megpróbálta felhívni Steven Sund rendőrkapitányt, de nem tudta elérni. Paul D. Irving képviselőházi rendőrfőnök biztosította arról, hogy senki se tud bejutni a Capitoliumba.
Az USCP által kiadott telefonhívások szerint Sund különböző ügynökségekkel volt kapcsolatban, hogy erősítést kérjen. Sund első hívását a washingtoni városi rendőrséghez intézte, akik 15 percen belül megérkeztek. Sund felhívta Irvinget és Stengert 12:58-kor és kérvényezte őket, hogy engedélyezzék a Nemzeti Gárda behívását. Mindketten azt mondták neki, hogy beszélnek róla főnökeikkel, de a jóváhagyás csak több, mint egy órával később érkezett meg.
Miután Trump befejezte beszédét, 13:12 körül, visszatért a Fehér Házba, annak ellenére, hogy megígérte, hogy a Capitoliumhoz vonul a tüntetőkkel.
A tömeg teljes létszámát nem lehet megbecsülni, de valószínűleg több ezren voltak jelen. 13:50-kor lázadást hirdettek. 13:58-kor a Capitoliumi Rendőrség eltávolított egy barikádot az épület északkelti oldaláról, aminek következtében több százan hozzáfértek a Capitolium épületéhez.

#### A tüntetők bejutnak az épületbe
Nem sokkal 14:00 előtt, a tüntetők elérték az épület ablakait és ajtajait, amit követően megpróbáltak betörni. 14:11 körül a tüntetők egy csoportja egy fadarabot használtak arra, hogy betörjenek egy ablakot és azon keresztül bemásszanak az épületbe. 14:12-kor a Proud Boys egyik tagja megszerzett egy műanyag pajzsot a rendőrségtől, aminek segítségével át tudott törni egy másik ablakot is. 14:13-ra hivatalosan is betörtek a Capitoliumba és a tömeg beözönlött az épületbe. Ugyan az ablakok nagy részét meg tudták erősíteni, a tüntetők azokat vették célba, amelyeket. sak egyetlen üvegpanel védett.

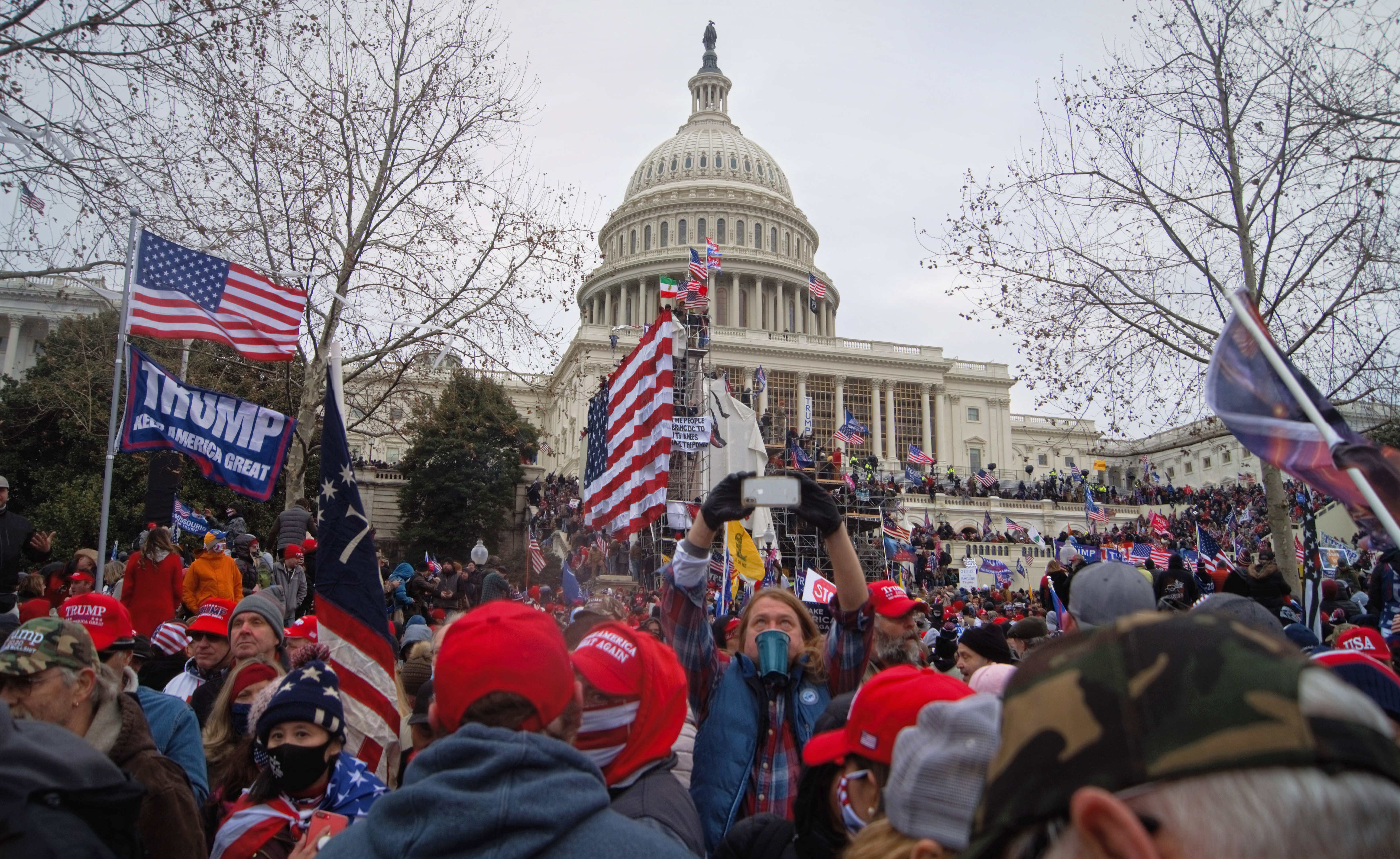
Trump követői a Capitolium lépcsőin, az épületre felmászva

Miközben a tüntetők betörtek a Capitoliumba és más közeli épületekbe, a komplexum több részét is evakuálták. Kívül a tömeg kilyukasztotta a rendőrség kerekeit és az egyik szélvédőn a „PELOSI SÁTÁN” üzenetet hagyták. A Politico ismeretei szerint néhány tüntető rendőrségi jelvényét vagy katonai igazolványát mutatta be, annak reményében, hogy beengedik őket az épületbe ellenállás nélkül. Egy rendőr elmondta, hogy egy tüntető azt mondta neki, hogy „ezt értetek tesszük,” mielőtt megmutatta volna rendőrségi jelvényét.
Az érkező tömeg miatt aggódva Maxine Waters (D-CA) képviselő felhívta a Capitoliumi Rendőrség főkapitányát, Steven Sundot, aki akkor nem tartózkodott az épületben, hanem a rendőrség központjában volt. Mikor megkérdezte Sundot, hogy mit tesznek a tüntetők megállítására, ő azt mondta neki, hogy „Mindent megteszünk, amit tudunk.” Információk szerint nagyjából tízezer tüntető jutott a Capitolium területére, az FBI és a titkosszolgálat szerint pedig nagyjából 1200-an jutottak be magába az épületbe.
Több, mint 800 videót és audiofájlt adtak ki a Trump leváltására indított meghallgatás sorozatban. A bizonyíték megmutatta, hogy a támadók egy nagy, koordinált támadást indítottak az épület ellen, például: „A biztonsági kamerák felvétele a Képviselőház közelében megmutatja, hogy a tüntetők jelet adtak az erősítésnek, hogy kövessék őket a sarok körül. Egy másik videó több, mint 150 lázadót mutat, amint áthaladnak az áttört bejáraton, mindössze másfél perc alatt.” A Capitolium elleni ostrom közben a tömeg azt kiabálta, hogy „Harcoljatok! Harcoljatok!,” „Állítsuk meg a lopást!” és, hogy „Küzdjünk Trumpért!” Ahogy kisebbségbe kerültek az ostromlók ellen, a rendőrség könyörgött erősítésért. Több tüntető is hozzá tudott jutni rendőrségi és esetekben katonai felszereléshez is, amelyet használtak is a védők ellen. Volt, akinél bilincsek is voltak, amelyeket a Capitoliumon belül találtak. Legalább 85 résztvevőt később vád alá helyeztek mások megtámadása vagy kártétel céljából történő fegyvertartás vádjával. Ezek között voltak lőfegyverek, kések, fejszék és kábító fegyverek is. A fegyvertartás minden formája illegális a Capitoliumban.
A tüntetők között voltak, akik amerikai, konföderációs vagy náci zászlókat és emblémákat hordtak magukkal. Az ország történetében először a Konföderáció zászlaját kitűzték a Capitoliumban. A keresztény jelképek és retorika feltüntetése is folyamatos volt, olyan táblákat lehetett látni, hogy „Jézus Megment” és „Jézus 2020.” A Nationall Mall területén a tüntetők azt kántálták, hogy „Jézus a király.” Egy tüntető egy keresztény zászlót cipelt. A neofasiszta Proud Boys csoportra pedig „Isten harcosai” néven hivatkoztak. Voltak keresztények, akik szerint Trump egy prófécia következtében elnöknek született és annak is kellett maradnia. Elmondásuk szerint Isten választotta ki, hogy mentse meg a „Keresztény Amerikát.”
Ugyan néhány evangélikus vezető támogatta a lázadást, a legtöbben elítélték az erőszakot és kritizálták Trumpot a tömeg szításáért. A legnagyobb kritikusok liberális keresztények voltak, mint a Vörösbetűs Keresztények és néhány evangélikus csoport, akik általában támogatták az elnököt. Ennek ellenére sokan Trump hibáiért a demokratákat, a médiát és a baloldalt hibáztatták.

#### A Szenátus berekesztése
Az ostrom ideje alatt a Kongresszus közösgyűlése, ami akkor már elfogadott kilenc elektori szavazatot Alabamából és hármat Alaszkából, szét lett választva a képviselőház és a szenátus kamráiba, amelyek külön vitatták meg az ellenkezéseket az arizonai szavazatok elfogadására, amelyeket Paul Gosar (R-AZ) képviselő és Ted Cruz (R-TX) szenátor tett. Mindkét kamra a két órás vitájának nagyjából felénél tartott, mikor a betörés megtörtént.
Mikor a vita folyamatban volt, egy felfegyverzett rendőr érkezett a Szenátus termébe. Pence engedélyezte James Lankford (R-OK) szenátor beszédének megkezdését, miután Kyrsten Sinema (D-AZ) befejezte sajátját. Pillanatokkal később Pence-t és családját eltávolította a titkosszolgálat a helyszínről. Miközben a tüntetők bejutottak az épületbe, Eugene Goodman, az egyetlen rendőr, aki a betörés pontján jelen volt, megpróbálta lelassítani a tömeget és információt juttatott társainak, hogy a lázadók elérték a második emeletet. Mikor észrevette, hogy a közelében lévő szenátusi ajtókat még nem zárták le, Goodman meglökött egy tüntetőt, elvezetve a tömeget az ajtóktól, miközben közelebb jutott az erősítéshez. A Szenátus kamrájában lehetett hallani, ahogy a tüntetők megpróbálnak betörni a terembe. Miközben Lankford beszélt, a Szenátust berekesztették, az ajtókat pedig 14:15-kor bezárták. Egy perccel később a tüntetők elérték a terem előtti galériát. Egy felfegyverzett rendőr érkezett a kamrába, Mitch McConnell (R-K) és Chuck Schumer (D-NY) szenátusi vezetők között állt. Mitt Romney (R-UT) felbőszítve feltette kezét és több republikánust is közvetlenül kritizált Biden győzelmének megkérdőjelezéséért. Kiabált velük, azt mondta, hogy „Ezt kaptátok.” Az elektori szavazatokat tartalmazó dobozokat eltávolították a teremből és egy biztonságos helyre szállították.

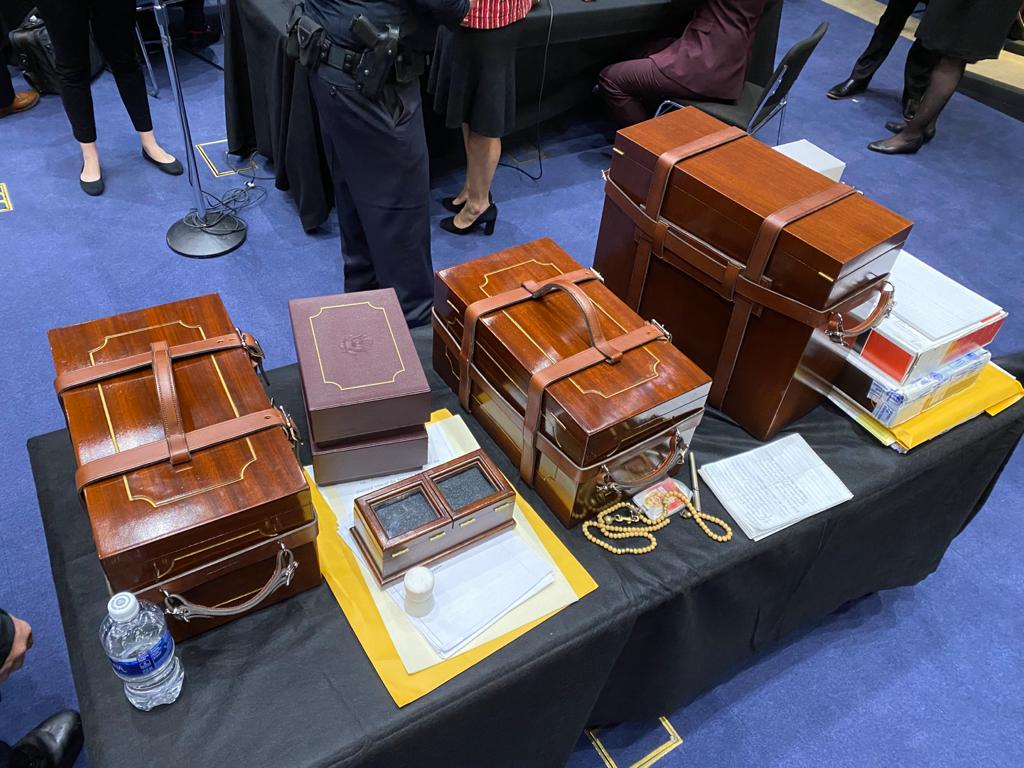
Az elektori szavazatok dobozai egy biztonságos helyen a támadás közben

Trump többször is megismételt hamis állításokat, hogy az alelnöknek volt hatalma elutasítani elektori szavazatokat és megpróbált nyomást helyezni Pence-re, hogy ezt ő tegye is meg, de Pence aznap reggel elmondta Trumpnak, hogy nem fog engedni a nyomásnak, miután jogi tanácsot kért és kijelentette, hogy nincs alkotmányos joga erre. 14:24-kor Trump Twitteren azt írta, hogy Pence-nek „nem volt meg a bátorsága megtenni, amit meg kellett volna tenni.” Később az elnök követői a szélsőjobboldali médiában arra szólítottak fel mindenkit, hogy „vadásszák le” az alelnököt, amit követően a tömeg azt kezdte el ismételni, hogy „Hol van Pence?” és „Találjuk meg Pence-t,” mielőtt a kinti tömeg rákezdett volna az „Akasszuk fel Mike Pence-t!” mantrára. Egy tudósító hallotta legalább három tüntető azt mondani, hogy meg akarják találni az alelnököt és ki akarják végezni, mint egy „árulót,” azzal, hogy felakasztják egy fára az épület előtt. Szemtanúk elmondása szerint Mark Meadows kabinetfőnök elmondta munkatársainak, hogy Trump ideges volt, hogy Pence-t biztonságba vitték és arra utalt, hogy fel kellett volna akasztani. A komplexum összes épületét lezárták, se be, se ki nem lehetett jutni. A Capitolium összes dolgozóját arra kérték, hogy keressenek menedéket az épületen belül, míg a kívül tartozókat felszólították, hogy „találjanak fedezéket.”
Ahogy a tömeg lerohanta a Capitoliumot, a törvényhozás tagjai, tanácsadók és az ott dolgozók irodákban, illetve szekrényekben bújtak el. Mitch McConnell tanácsadói, akik a folyosótól nem messze bújtak el, azt mondták, hogy hallottak egy „hangosan imádkozó” tüntetőt, aki azt kérte, hogy „a gonosz Kongresszusnak legyen vége.”
Tekintve, hogy a szenátorok még mindig a szenátusi kamrában voltak, Trump felhívta Tommy Tuberville (R-AL) szenátort és megkérte, hogy tegyen többet, hogy megakadályozza Biden szavazatainak megszámolásáról, de a hívásnak vége lett, mikor evakuálták a termet 14:30-kor. Az evakuációt követően a tömeg átmenetileg átvette az irányítást a kamra fölött, a felfegyverzett emberek között voltak, akik bilincseket hoztak magukkal, míg mások a szenátus elnökének székénél pózoltak felemelt ököllel. Az alelnök felesége Karen Pence, lánya Charlotte Pence Bond és testvére Greg Pence (a Képviselőház tagja, R–IN) mind az épületben voltak az ostrom idején. Miközben evakuálták őket, kevesebb, mint egy perccel kerülték el a tömeget az egyik lépcsőházban. A terv az volt, hogy az alelnököt evakuálják az épületből, de ő nem volt hajlandó elhagyni a Capitoliumot, mert az „elmenekülő 20 autós gépkocsikíséret... csak érvényesítené a lázadásukat.” Keith Kellogg azt vallotta, hogy elmondta Anthony Ornatónak, hogy miért nem lehet kimenekíteni az alelnököt „Ezt nem teheted Tony. Csak hagyd ott ahol van. Van egy munkája, amit el kell végeznie. Túl jól ismerlek titeket. El fogod repíteni Alaszkába, ha meg van rá a lehetőséged. Ne tedd.” Kellogg letisztázta, hogy Pence maradni fog, akkor sem ha egész éjszaka nem hagyhatja el az épületet.

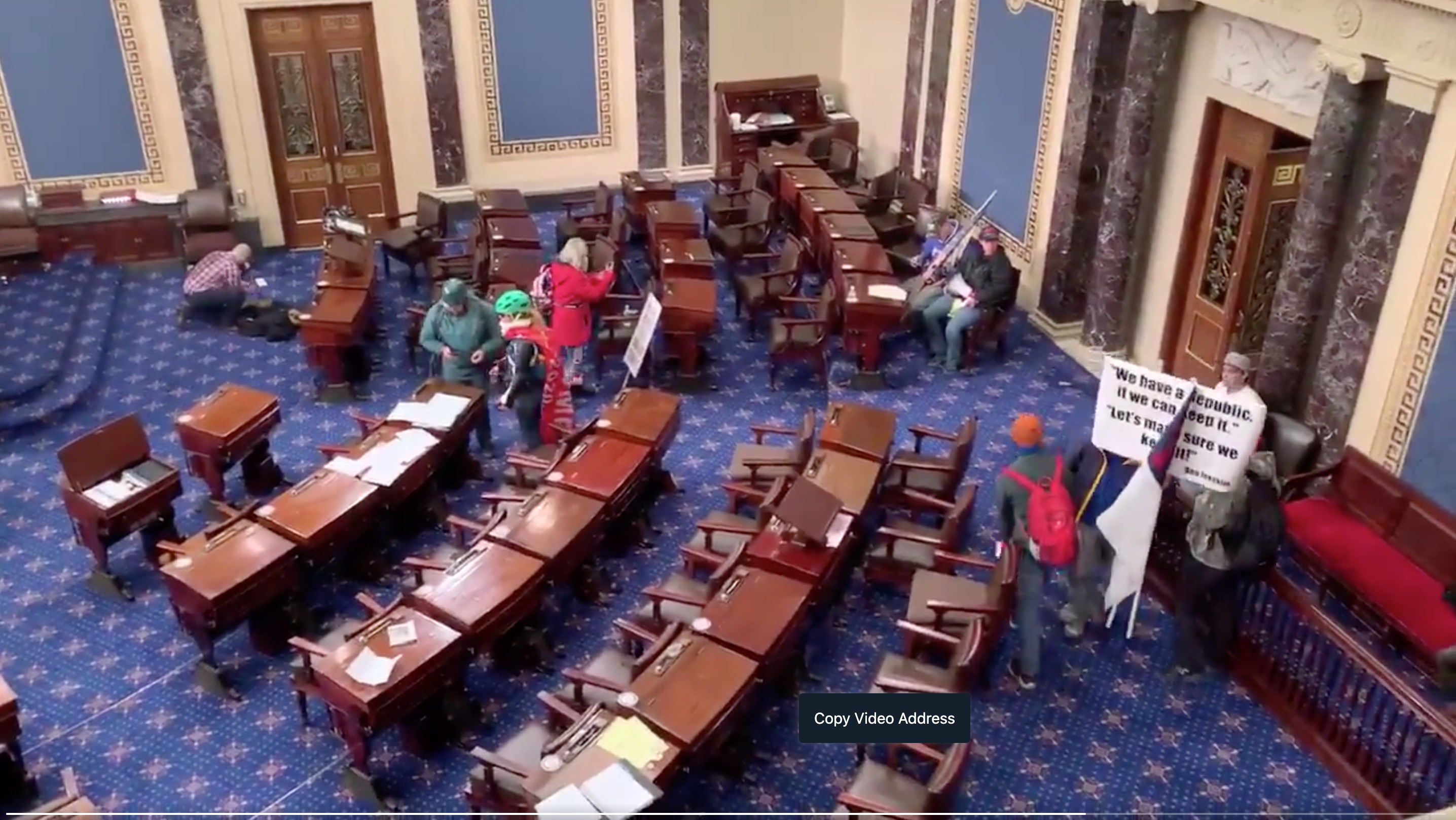
Tüntetők a Szenátus kamrájában

A tudósítókat és a Capitolium dolgozóit egy lifttel egy föld alatti bunkerbe vitték, amit 2001-ben építettek az épület elleni sikertelen szeptember 11-i terrortámadást követően. A kimenekítetteket végül máshova vitték, miután a tömeg betört a bunkerbe is.
Michael C. Stenger a szenátorok egy csoportjával, akik között volt Lindsey Graham (R-SC) és Joe Manchin (D-WV) is, a Szenátus irodáiba ment. Mikor biztonságba jutottak a törvényhozás tagjai elkezdtek veszekedni a Szenátus rendőrfőnökével, Graham többször is megkérdezte tőle, hogy ez hogyan történhetett meg.

#### A Képviselőház berekesztése
A Szenátusban történő eseményekkel egyidőben, 14:15 körül, miközben Gosar beszédet mondott, Pelosi házelnököt eltávolították a teremből. A Képviselőházat berekesztették, de pár perccel később folytatták a vitát. Ekkor Dean Phillips (D–MN) képviselő azt kiabálta republikánus kollégái felé, hogy „Ez miattatok történt!” A Képviselőházban a vita 14:25-kor folytatódott, mielőtt öt perccel később ismét berekesztették volna Gosar beszédének befejeztével, miután a tüntetők betörtek az épület képviselőházi oldalába és megpróbáltak bejutni Pelosi irodájába, nem messze a teremtől. Ekkor még próbálták kimenekíteni a képviselőket, de például Pelosi és Kevin McCarthy már biztonságos helyen voltak. Az erőszak közeledtével azt javasolták a rendőrök a teremben tartózkodó képviselőknek, hogy találjanak menedéket ott helyben, sokak a székek mögé bújtak el. A Kongresszus tagjaira gázmaszkokat adtak, miközben a rendőrség könnygázt kezdett használni az épületben.
Az ABC News jelentése szerint az épületen belül is történt lövöldözés. A Képviselőház ajtaja előtt egy felfegyverkezett tüntető és rendőr állt egymás ellen: ahogy a tömeg közeledett és megpróbált betörni, a rendőrség elővette fegyvereit és az elbarikádozott ajtóra szegezte azokat. Egy lépcsőházban egy rendőr rálőtt egy férfire, aki elindult felé. Erin Schaff fényképész azt mondta, hogy a Capitolium rotundájából felfele futott, ahol a tüntetők elvették médiajelvényét. A rendőrök találták meg és fegyvert szegeztek rá, mielőtt kollégái közbeléptek volna.
Ayanna Pressley (D–MA) képviselő kabinetfőnöke azt mondta, hogy mikor megpróbálták megnyomni a vészhelyzeti gombot az irodában, amit már nagyon sokszor használtak próbák során, az nem volt ott, el lett távolítva. Ezt a Capitolium arra fogta, hogy Pressley irodát váltott nem sokkal az incidens előtt és még nem lettek behelyezve a gombok. Jamaal Bowman (D-NY) is hasonló problémába ütközött, de ő rögtön tisztázta, hogy mivel terminusa még csak három napja kezdődött, így ez lehetett annak az indoka.
Több tüntető is, saját kameráit vagy telefonjait használva dokumentálta az eseményeket, többek között megmutatták, ahogy vandalizálják a házelnök irodáját, hozzáférnek titkosított számítógépekhez vagy ellopják azokat.

#### A Kongresszus újra összegyűlik, a szavazatok számlálásának befejezése

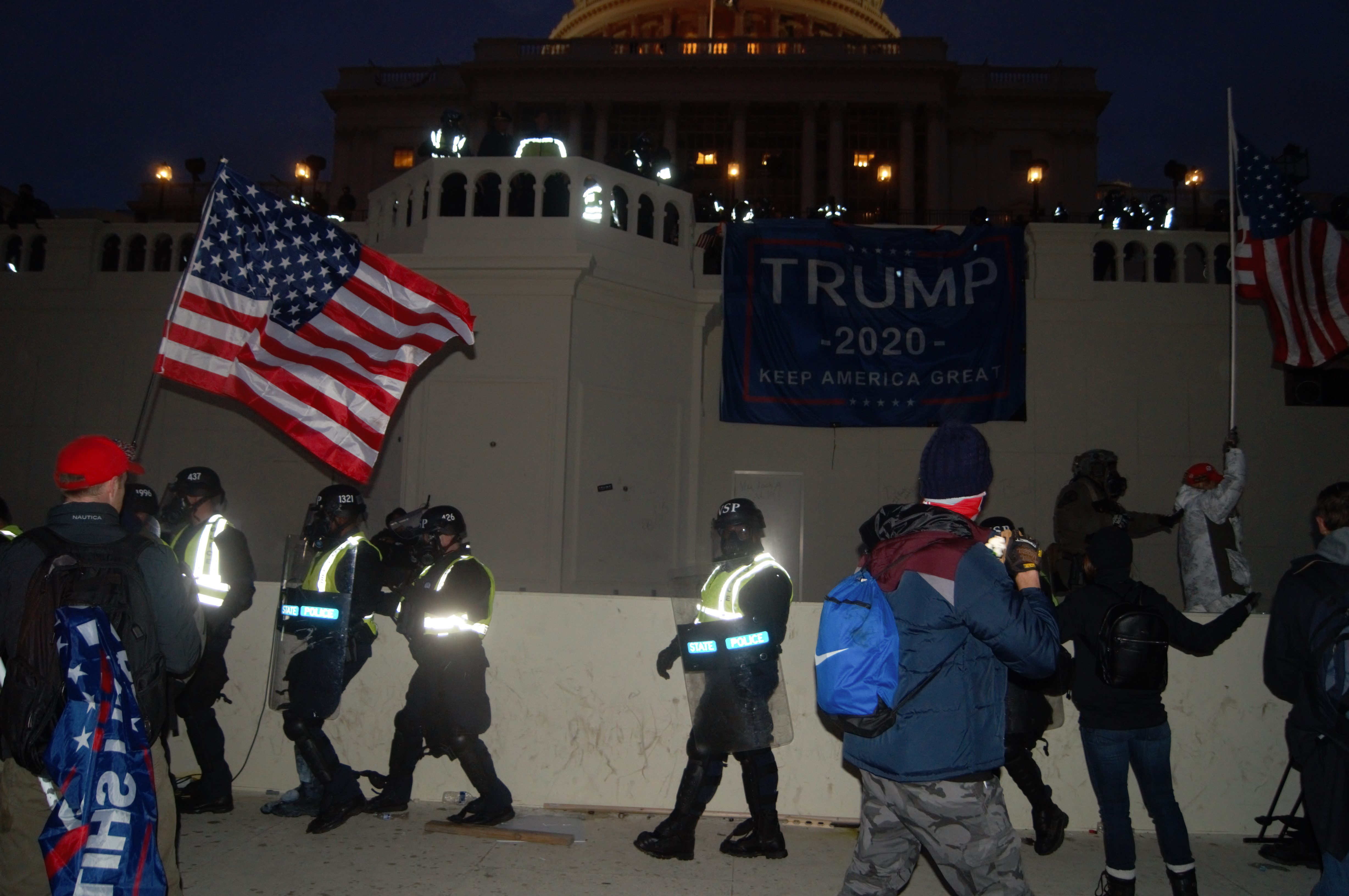
Erősítés a Capitolium előtt, miután a tüntetőket eltávolították az épületből

Az este folyamán a Kongresszus folytatta a szavazatok megszámlálását. A Szenátus 20 óra (EST) körül ült össze, és Arizona állam elektori szavazatiról folytatta a vitát. 21:58-kor a Szenátus elutasította a tiltakozást 93–6 arányban, hat Republikánus szavazott mellette: Ted Cruz, Josh Hawley, Cindy Hyde-Smith, John Neely Kennedy, Roger Marshall és Tommy Tuberville. 23:08-kor a Képviselőház is elutasította az indítványozást 303-121 arányban. A nem szavazatok 83 Republikánus és 220 Demokrata képviselőből álltak össze, míg mellette csak Republikánusok szavaztak.

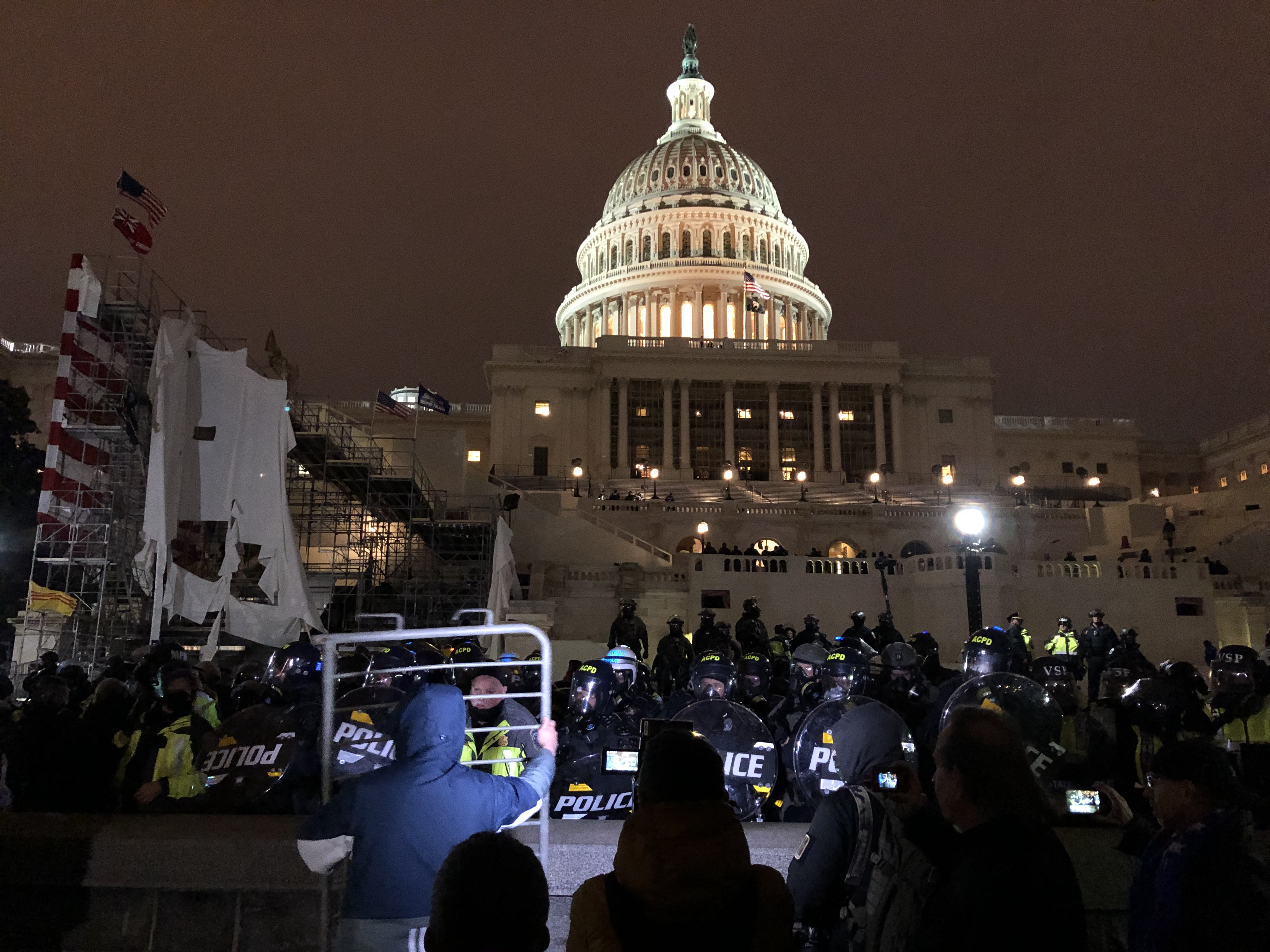
Rohamrendőrök és tüntetők az épület előtt

A folyamat során még egy tiltakozás esett meg, Pennsylvania esetében, amelynek következtében újabb 2 órára megszakadt a szavazatszámlálás. 00:30-kor a Szenátus ezt is elutasította 92–7 arányban. A Képviselőház 03:08-kor szavazott a kérdésről, és 232-138 arányban elutasította.
A Kongresszus 03:24-kor tette hivatalossá az elektori szavazás végeredményét. Joe Biden 306 szavazatot szerzett, Donald Trump 232 szavazata ellenében. Mike Pence kihirdette, hogy Biden és Harris január 20-án fog hivatalba lépni.

### Későbbi események
A rendőrség hosszasan dolgozott a tüntetők eltávolításán. A tüntetések folytatódtak, de eltávolodtak a Capitol Hill területtől.
A rendőrség legalább 13 személyt tartóztatott le és legalább öt lőfegyvert koboztak el. A behatolók közt egy olimpiai bajnok úszó, Klete Keller is feltűnt.
Muriel Bowser, Washington polgármestere rendkívüli állapotot rendelte el a következő 15 napra és elmondta, hogy nem kizárt az erőszakos tüntetések folytatódása Joe Biden beiktatásáig.

### Következmények
Az eset amiatt okozott leginkább felháborodást, mert a Capitolium védelmét nem erősítették meg. Sejthető volt ugyanis, hogy a Trump által feltüzelt tömeg erőszakos lehet, a Pentagon emiatt már három nappal korábban segítséget ajánlott a capitoliumi őrségnek, de az elutasította ezt, ráadásul azután sem kért erősítést, hogy a tüntetők már behatoltak az épületbe. A Nemzeti Gárda is csak órákkal később szorította ki a tüntetőket az épületből. Az összecsapás következtében összesen öt ember vesztette életét, négyen a tüntetők közül kerültek ki: egy nőt lelőttek, egy férfi sztrókot, egy másik szívinfarktust kapott, egy másik nőt pedig valószínűleg a tömeg taposott el. Az ötödik áldozat a capitoliumi őrség egy tisztje volt, akit egy poroltóval vertek fejbe, ő másnap halt bele a sérülésébe. Mindezek miatt capitoliumi őrség rendőrfőnöke, valamint a képviselőházért és a szenátus biztosításáért felelős őrmester is lemondott. Sok tüntetőt még helyben letartóztattak, de még hónapokkal később is történtek letartóztatások és vádemelések. Később a capitoliumi őrség lemondott vezetője azt állította, hogy ő élt volna az erősítéssel, de a felettesei nem engedélyezték neki.
Az üzleti élet több szereplője is jelezte, hogy a zavargások miatt megszünteti a kapcsolatát Trump cégeivel és a Republikánus Párttal is.

## Washingtonon kívül

### Lezárások más államokban
Több állam törvényhozási épületét is lezárták biztonsági okokból.
Tizenegy embert letartóztattak Sacramentóban, Kaliforniában, paprika-spray illegális birtoklásáért. Több utat is lezártak a belvárosban és több tömegközlekedési vonalat is megállítottak. A tüntetők egy részén a Proud Boys szélsőjobboldali, újfasiszta szervezetet támogató ruhákat viseltek.
Kansasi tüntetők bejutottak az állam capitoliumába, hogy támogassák a washingtoni társaikat. Később kiderült, hogy erre engedélyt kaptak.
Georgiában milíciák megpróbáltak betörni az állam capitoliumába, amely következtében evakuálták az épületet. 15:15-re (EST) már feloszlatták a tüntetést.
Minnesotában, St. Paulban egy békés "Storm the Capitol" (angolul: a "Capitolium megrohamozása") tüntetés zajlott, amely ellen 30 minnesotai rendőr állt szemben, a tüntetők nem jutottak be az épületbe és a washingtoni történéseket ünnepelték.
Tüntetők és ellentüntetők is felvonultak Columbusban, Ohióban.
Lincolnban (Nebraska) és Oklahoma Cityben (Oklahoma) a tüntetők szintén összegyűltek az állam Capitoliumának épületénél. Az utóbbi helyszínen egy letartóztatás történt.
Carson Cityben (Nevada) és Nashvilleben (Tennessee) is voltak kisebb vonulások.
Washington államban tüntetők bejutottak a washingtoni kormányzói villa kertjébe.

### További amerikai városok
Több száz tüntető találkozott a Las Vegas-i Ahern Hotel előtt. Innen a felvonulók a Lloyd D. George Szövetségi Bírósághoz vonultak. Los Angelesben is volt több tüntetés, többek között a Los Angeles-i rendőrség székhelyénél, Beverly Hillsben és Newport Beachen. Egy tüntető lefújt egy ellentüntetőt egy ingerlő hatású kemikáliával.

### Kanada
Kanadában néhány tucat ember vonult fel Trump támogatására Torontóban, Vancouverben és Calgaryban. A vancouveri felvonuláson a CBC újságíróját és egy fényképészt megtámadtak a tüntetők.

## Reakciók

### Donald Trump
Trump az események során zavaros nyilatkozatokat tett. Többször is felkérte a tüntetőket, hogy maradjanak békések és menjenek haza, Twitteren keresztül. Egy videóban (16:22 – EST) ugyan szintén arra kérte a követőit, hogy „menjenek haza békében”, de megismételte a választással kapcsolatban terjesztett, csalásról szóló hazugságait, és azt mondta a Capitoliumot feldúló tüntetőkre, hogy „szeretünk titeket, különlegesek vagytok”. Később a Twitteren keresztül üzente: „Örökre emlékezzetek erre a napra!”
Trump később ismét Twitteren üzent, ismét megerősítve a választási csalásról szóló hazugságot: „Ilyen dolgok és események történnek akkor, amikor egy szent, földcsuszamlásszerű választási győzelemtől ennyire dicstelen és gonosz módon megfosztják a nagyszerű hazafiakat, akikkel olyan sok időn át rosszul és tisztességtelenül bántak.” Egy Fehér Házi tanácsadó elmondta, hogy Trump nem akart többet tenni a lázongások lenyugtatásáért és hozzátette: "Ha odadobhatnánk őt a dühös csőcseléknek, most odadobnánk a dühös csőcseléknek."
Nem sokkal a videó feltöltése után, a Twitter, a Facebook és a YouTube is eltávolította azt az oldaláról, félrevezető információ megosztásának okából. A Facebook egyik vezetője, Guy Rosen azt mondta, hogy a videó „hozzájárult a folyamatban lévő erőszakhoz.” Ugyanezen estén a Twitter 12 órára zárolta az elnök fiókját és végleges tiltással is fenyegették „az irányelvek többszöri megsértéséért”. Másnap a Facebook és az alá tartozó közösségi média oldalak, mint az Instagram bejelentette, hogy letiltották az elnök fiókját határozatlan időre (ez nagy valószínűséggel legalább az elnöki időszakának végéig fog tartani). A Facebook vezérigazgatója, Mark Zuckerberg a következőt nyilatkozta: „Az elmúlt 24 óra sokkoló eseményei tisztán mutatják, hogy Donald Trump elnök célja, hogy fennmaradó idejét hivatalában azzal töltse, hogy aláássa a hatalom békés és törvényes átadását a megválasztott utódjának”.
A következő napon, Trump – akit a Twitter a 12 órás tiltás után visszaengedett a felületére – újabb, immár teljesen eltérő hangvételű és tartalmú videót tett közzé. Ebben már azt állította, hogy felháborította az erőszak, illetve azt hazudta, hogy azonnal kirendelte a Nemzeti Gárdát a Capitolium biztosítására és a behatolók elkergetésére. (A valóságban Trump az események során ebben a kérdésben tétlen maradt, ezért a Nemzeti Gárdát végül alelnöke Mike Pence volt kénytelen kirendelni a Capitoliumot ostromló terroristák ellen.) Trump a videóban elítélte erőszakosan fellépő támogatóit, azt mondta, hogy az épületbe beszivárgók „beszennyezték az amerikai demokrácia székhelyét”. Az ostromban résztvevőknek a következőt üzente: „Azoknak, akik részt vettek az erőszakcselekményekben és pusztításban: nem képviselitek az országunkat. És azoknak, akik törvényszegést követtek el: fizetni fogtok.” Beszédében immár nyugalomra szólított fel. Első alkalommal ismerte el, hogy január 20-án egy új adminisztráció lép majd hivatalba és azt mondta, hogy a továbbiakban arra fókuszál, hogy egy rendezett és zökkenőmentes hatalomátadás menjen végbe.
Bár a Twitter éveken át ellenállt azoknak, akik már korábban is a felfüggesztést szorgalmazták, január 8-án szintén a végleges kitiltás mellett döntött, amit azzal indokolt, hogy az elnök legutóbbi bejegyzései alkalmasak, hogy támogatóit az új elnök beiktatási ünnepségén erőszakos fellépésre sarkalja, és ez szembe megy a cég erőszakellenes politikájával.
Nem sokkal Biden győzelmének bejelentése után Trump szóvivője, Dan Scavino kiadott egy nyilatkozatot az elnöktől: „Annak ellenére, hogy a választás eredményével egyáltalán nem értek egyet – és a tények engem igazolnak –, mégis szabályos átadás lesz január 20-án. Mindig is azt mondtam, hogy folytatni fogjuk harcunkat, hogy csak a legális szavazatokat számítsák be. Bár ez [az átadás] most a történelem legjobb első elnöki terminusának végét jelenti, még csak a kezdete azon harcunknak, hogy Tegyük újra naggyá Amerikát!”
Trump a hivatalából való távozása után is csalásokról beszélt,
de olyat is állított az FBI által időközben belföldi terrorcselekménynek minősített zavargásokról, hogy a Capitoliumba behatolók „semmi veszélyt nem jelentettek, csak puszizkodni és ölelkezni mentek be a biztonsági szolgálat tagjaival, majd ki is jöttek onnan.” Később pedig adminisztratív módon próbálta akadályozni a zavargások kivizsgálásával foglalkozó bizottság munkáját.
2022. január 29-én Texasban szólalt fel, ahol egyenesen azt helyezte kilátásba, hogy újraválasztása esetén kegyelmet adna az elítélt randalírozóknak, mert szerinte „igazságtalanul bántak velük”. Az ellene folyó vizsgálat kapcsán pedig azt üzente, szervezzenek tüntetéseket, ha eljárás indulna ellene. Közben a Republikánus Párt hivatalos közleményben nevezte „a legitim politikai párbeszéd részének” Trump bizonyítatlan csalásvádjait, és az ennek következményeként kipattant ostromot. A párt még az ostrom vizsgálóbizottsága előtt megjelent tagjait is megrovásban részesítette, Trump alelnöke, Mike Pence viszont ismét az alkotmány fontosságára hívta fel a figyelmet.

### Mike Pence
Pence 15:35-kor (EST) Twitteren keresztül üzente, hogy a támadást nem fogják tolerálni és a résztvevőket el fogják ítélni. Később a Szenátus előtt mondott beszédet: "A mai egy sötét nap volt az Egyesült Államok Capitoliumában... Azoknak, akik pusztítást okoztak a mai nap, nem győztetek. Az erőszak sose nyer. A szabadság nyer. És ez még mindig az emberek háza."
Pence kongresszusnak írt levelében szintén kitért rá, hogy bár ő is visszásnak érzi a választás szavazatainak feldolgozását, ugyanakkor ragaszkodik az Alkotmányhoz, melynek értelmében egyrészt joguk van az állampolgároknak jogorvoslatot követelni, másrészt viszont ezt ő csak alkotmányos kereteken belül tudja elképzelni, az alelnök pedig nem olyan személy, akinek jogában állna egyszemélyben dönteni az elnök személyéről, ez ugyanis szembe menne az általa támogatott Alkotmány értékeivel és jogrendjével.

### Joe Biden és Kamala Harris
16:06-kor (EST) megválasztott-elnök, Joe Biden Wilmingtonból szólalt fel. Az eseményeket zavargásnak, lázadásnak nevezte és azt mondta, hogy "demokráciánk példátlan támadás alatt van." Percekkel később megválasztott alelnök Kamala Harris megismételte Biden szavait, azt írva, hogy a tüntetések "támadás a Capitolium és a nemzetünk köztisztviselői ellen."

### George W. Bush
Bush az Egyesült Államok 43. elnöke azt mondta, hogy választások eredményeit így "banánköztársaságokban" kérdőjelezik meg, nem egy demokratikus köztársaságban.

### Lemondások a Trump-adminisztrációban
Mathhew Pottinger, megbízott nemzetbiztonsági tanácsadó; Stephanie Grisham, Melania Trump first lady kabinetfőnöke; Sarah Matthews és Anna Lloyd mind lemondtak tüntetésként. Eleine Chao közlekedésügyi államtitkár és Mick Mulvaney is lemondtak pozíciójukról a következő nap. Mulvaney a következőt mondta távozásakor: "Nem tudom megtenni. Nem tudok maradni... Azok, akik úgy döntöttek, hogy maradnak, és beszéltem néhányukkal, azért döntöttek így, mert félnek, hogy az elnök valaki sokkal rosszabbat nevez ki a helyükre" és azt is hozzátette, hogy Trump "nem ugyanaz, mint, aki nyolc hónappal ezelőtt volt." Betsy DeVos oktatásügyi miniszter szintén lemondott január 7-én.
A CNN riportja szerint több Trump tanácsadó is gondolkozott lemondásán, mint Robert O'Brien és Chris Liddell.

## Kísérlet Trump leváltására
Noha a Capitolium ostromának idején már csak 14 nap volt hátra Donald Trump elnöki mandátumából, azonnal felmerült az elnök mielőbbi leváltásának szükségszerűsége. Több tucat demokrata politikus és néhány republikánus is kijelentette, hogy Trump hatalmon maradása veszélyezteti az Egyesült Államok demokratikus államrendjét.
Az Egyesült Államok alkotmánya kétféle módot ad az elnök leváltására. Az első lehetőség a 25. alkotmánymódosításban leírt eljárás arra az esetre, ha az elnök képtelenné válik feladatainak ellátására. Ilyenkor az alelnök, a kabinet többségi szavazatával támogatva, ideiglenesen alkalmatlannak nyilvánítja az elnököt, és erről írásban értesíti a Kongresszus mindkét házának elnökét. Az alelnök ilyenkor megbízott elnök lesz, teljes elnöki hatáskörrel. A másik lehetőség az angol elnevezéssel impeachment néven is ismert közjogi felelősségre vonási eljárás. Ennek a bírósági tárgyalásra emlékeztető eljárásnak a során a képviselőház egyszerű többséggel vádat emel az elnök ellen, majd a szenátus dönt a vezető leváltásáról. Az elnök leváltásához a szenátorok kétharmadának támogatása szükséges, és a szenátus mellékbüntetésként a leváltott elnök passzív választójogát is megvonhatja, azaz megakadályozhatja, hogy az érintett a jövőben valamilyen szövetségi választáson indulhasson. A kétféle eljárás közül az első egyszerűbb és gyorsabb, de a második az, amelyet az alkotmányozók a bűncselekmény elkövetésével megvádolt elnök eltávolítására alkottak meg.
2021. január 12-én a képviselőház határozatban szólította fel Mike Pence alelnököt, hogy indítsa meg a 25. alkotmánymódosításban leírt eljárást. Pence azonban a házelnökhöz intézett levelében megtagadta ezt. Válaszul másnap a képviselőház 232:197-es szavazataránnyal – tíz republikánus képviselő támogatásával – megindította Trump ellen a közjogi felelősségre vonási eljárást. Ez a második alkalom volt, hogy a képviselőház kezdeményezte Trump leváltását.
Mitch McConnell, a szenátus republikánus párti vezetője kijelentette, Trump mandátumának január 20-i lejárta előtt már nincsen lehetőség lefolytatni a szenátusi tárgyalást, ugyanakkor ő is Trumpot okolta a Capitolium ostromáért.
Az eljárás a mandátum után is folytatódott, de a február 13-án tartott szenátusi szavazáson nem volt meg a kétharmados többség Trump felelősségre vonására.

## Biden beiktatása
Az esemény után Washingtont ellepték a katonák és rendfenntartó erők, hogy elejét vegyék a lehetséges további zavargásoknak és biztosítsák a rendet Joe Biden január 20-i beiktatására, ami ezután rendben le is zajlott. Más városokban ugyanakkor előfordultak helyi demonstrációk és zavargások ezen a napon Trump hívei részéről, de ezeket is ellenőrzés alatt tartották a hatóságok.

## Utóélete
Az újra elnökké választott Trump egyik első intézkedéseként 2025. január 21-én elnöki kegyelemben részesítette az ostrom miatt elítéltek többségét, köztük erőszakos cselekmények elkövetőit, például olyanokat is, akiket rendőrök elleni támadások miatt ítéltek el.